# Dzień za dniem
Dzień za dniem (oryg. Life Goes On) – amerykański serial telewizyjny wyprodukowany przez kanał ABC, emitowany w latach 1989–1993. W Polsce nadawała go TVP1.

## Fabuła
Serial przedstawia historię rodziny Thatcherów, których syn Corky (Chris Burke) ma zespół Downa. Rodzice postanawiają wysłać go do zwykłej szkoły średniej, co wprawia w zakłopotanie jego siostrę Beccę (Kellie Martin), która początkowo wstydzi się swojego niepełnosprawnego brata. Serial pokazał jak osoba niepełnosprawna może funkcjonować w świecie osób sprawnych i jak ważna jest akceptacja innych osób, zwłaszcza rodziny.

## Muzyka
W czołówce serialu wykorzystano cover utworu grupy The Beatles, Ob-La-Di, Ob-La-Da w wykonaniu Patti LuPone i obsady serialu.